# Jardín Botánico de Burdeos
El Jardín Botánico de Burdeos en francés : Jardin botanique de Bordeaux es un jardín botánico de 1/2 hectáreas de extensión que se ubica en Burdeos, Francia. Está administrado por la municipalidad. 
Está adscrito a la prestigiosa asociación de ámbito francófono « Jardins botaniques de France et des pays francophones » (JBF)
El código de identificación del Jardin botanique de Bordeaux como miembro del "Botanic Gardens Conservation Internacional" (BGCI), así como las siglas de su herbario es BORD.

## Localización
Jardin Botanique de la Ville de Bordeaux, Terrasse du Jardin Public, Place Bardineau, Bordeaux-Burdeos F-33000 , Département de Gironde, Aquitaine, France-Francia.
Planos y vistas satelitales.44°50′58.2″N 0°34′48.36″O / 44.849500, -0.5801000

## Historia
La idea de un jardín botánico en Burdeos se remonta a 1629, pero fue necesario esperar un siglo para que el jurado autorizara su creación, bajo forma de un cercado, destinado al cultivo de plantas medicinales necesarias para la formación de los futuros boticarios.
Se va a trasladar cuatro veces y por fin, en 1858 se instala en el "parque público de Burdeos".
Entre los botánicos relacionados con este jardín botánico se encuentran: 
- François-de-Paule Latapie que publica en 1784 el primer catálogo del jardín botánico
- Jean-François Latterade director del jardín, fundó la célebre « société Linnéenne de Bordeaux » , una de las más antiguas de su género
- Durieux de Maisonneuve que le sucedió como director del jardín, participó en numerosas expediciones científicas. Informa de la "palmera de China" (Trachycarpus excelsa). De tres especímenes plantados en 1856 y de los que descienden casi todas las palmeras de China que se encuentran actualmente en Europa.

Este jardín botánico histórico ha sido complementado en el 2003 con el Jardín Botánico de la Bastide, localizado a lo largo del río Garona.

## Colecciones
En este jardín botánico se pueden distinguir las colecciones de :

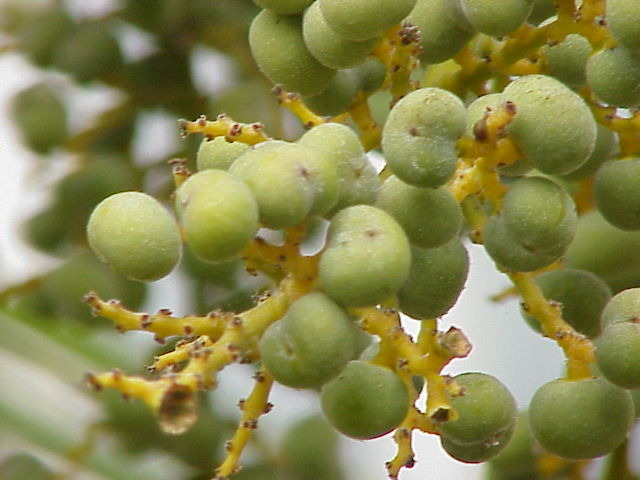
Frutos de la "palmera china" (Trachycarpus fortunei).

- Plantas Nativas, endemismos de la zona y plantas medicinales por las cuales tiene su origen este jardín botánico.
- Plantas exóticas con plantas procedentes de Norteamérica, China y Japón, etc. Esta colección nace de las relaciones de Burdeos con ultramar de una parte, la presencia de la « École du service de santé des armées de Bordeaux » (Escuela del servicio de salud de los ejércitos de Burdeos) de otra parte, explican el gran número de plantas informadas por navegantes y médicos coloniales. La colección de plantas tropicales es notable.
- Colección sistemática.
- Colección de semillas que contiene 2,000 taxones.
- Herbario consta con más de 300 000 pliegos

Mantiene un banco de germoplasma con capacidad de almacenamiento de término medio con unas 800 accesiones.